# Hybauchenidium aquilonare
Hybauchenidium aquilonare är en spindelart som först beskrevs av Ludwig Carl Christian Koch 1879.  Hybauchenidium aquilonare ingår i släktet Hybauchenidium och familjen täckvävarspindlar. Inga underarter finns listade i Catalogue of Life.